# Promiopteryx fallax
Promiopteryx fallax är en bönsyrseart som beskrevs av Giglio-tos 1915. Promiopteryx fallax ingår i släktet Promiopteryx och familjen Thespidae. Inga underarter finns listade i Catalogue of Life.